# Фракисийская фема

Фемы Византии к 770 году

Фракисийская фема (греч. Θρᾳκήσιον θέμα), также известная как Фема Фракиссий (греч. θέμα Θρᾳκησίων) — византийская фема в западной части Малой Азии. Созданная в середине 7 — начале 8 века, она являлась одним из крупнейших и важнейших административных образований империи.

## История

### Основание
Точная дата основания фемы Фракиссий неизвестна, но первое упоминание о ней состоялось в 711 году, когда «турмах Фракисиия» Христофор был отправлен императором Юстинианом II в восставшую фему Херсон. Стратиг фемы упоминается только в 741 году. Предполагалось, что таким образом Фракисисй был турмой фемы Анатолик, и что она получила свой новый статус после 695 года или первых годах 8 столетия. Некоторые современные историки считают, что фема связана с Thracianus exercitus ( Фракийской армией) упомянутой в 687 году. Следовательно, Фракиссий был одной из первых фем, основанных в Малой Азии.

### Название
Первые фемы образовывались на базе остатков восточных армий Византии, которые не смогли предотвратить арабские вторжения в 640-х годах. Во Фракиссии поселились представители Magister militum, происходившие из фракийского диоцеза

### VIII—X века
Первым известным стратигом Фракиссия был Сисинниос, поддержавший императора Константина V (пр. 740—775) в его борьбе с узурпатором Артаваздом (пр. 741—742),. Однако позже наместник был ослеплён из-за подозрения в заговоре. Басилевс начал назначать наместниками сторонников иконоборчества, и во Фракиссии им стал Михаил Лахонодракон, активно преследовавший иконопочитателей и монахов. Он делал это так успешно, что к 772 году по словам историка Уоррена Треадголда ему удалось «избавиться от монашества в своей феме». Другие губернаторы также активно участвовали в жизни империи. Варда Турок, ставший стратигом в 790-х годах, в 803 году восстал против Никифора I (пр. 803—811); Константин Контомит, победил критских сарацин в 841 году у горы Латрос, и женился на представительнице императорской семьи; Петроний, дядя императора Михаила III (пр. 842—867) и византийский генерал в 856—863 годах; и Симватий, который вместе с правителем фемы Опсикий Георгием Пиганом пытался свергнуть Василия Македонянина.

Византийские фемы в 950 году

В X столетии арабская угроза сошла на нет, и солдаты Фракиссия использовались в экспедициях против Критского эмирата в 911, 949 и 960 годах. К 1029 году фема уже не имела былого стратегического значения, и назначение её стратигом Константина Диогена свидетельствовало о понижения в должности.

### XI—XIV века
Большая часть фемы была захвачена сельджуками в конце 11 века, но позже была отвоёвана объединённым войском Иоанна Дуки и участников первого крестового похода (1096—1099). Иоанн II Комнин (пр. 1118—1143) восстановил фему и отправил в Филадельфию своего наместника — дуку. Южная часть Фракисия вошла в состав новой фемы Меласы и Меланоудион. Фракисийская фема стала одним из последних малоазийских владений империи, противостоявшим набегам различных бейликов. К началу XIV века её территория сократилась до города Смирна, захваченного бейликом Айдын в 1330 году.

## Административное устройство
В состав фемы входила Иония (римская провинция Азия), Лидия, северная часть Карии, и часть Фригии. На западе Фракиссия граничил с Эгейским морем, на севере — с Опсикием, на западе — с Анатоликом, на юге — с фемой Кивирреоты. В состав административного образования входило 20 городов, крупнейшими из которых были Смирна и Эфес
Стратиг фемы получал ежегодное жалование в размере 40 фунтов золота. Арабский географ Куама ибн Джафар сообщает о том, что под командованием наместника было 6 000 воинов, а по данным Ибн-аль-Факиха — все 10 000. Западный берег Малой Азии находился в ведении стратига фемы Самос, который отвечал за снабжение кораблей и анбора моряков.